# Liste der Biografien/Da
Liste der Biografien |
Portal Biografien |
Personensuche
# |
A |
B |
C |
D |
E |
F |
G |
H |
I |
J |
K |
L |
M |
N |
O |
P |
Q |
R |
S |
T |
U |
V |
W |
X |
Y |
Z |
?
 
Da |
Db |
Dc |
Dd |
De |
Dg |
Dh |
Di |
Dj |
Dk |
Dl |
Dm |
Dn |
Do |
Dq |
Dr |
Ds |
Du |
Dv |
Dw |
Dy |
Dz
 
Daa |
Dab |
Dac |
Dad |
Dae |
Daf |
Dag |
Dah |
Dai |
Daj |
Dak |
Dal |
Dam |
Dan |
Dao |
Dap |
Daq |
Dar |
Das |
Dat |
Dau |
Dav |
Daw |
Dax |
Day |
Daz
Die Liste der Biografien führt alle Personen auf, die in der deutschsprachigen Wikipedia einen Artikel haben. Dieses ist eine Teilliste mit 43 Einträgen von Personen, deren Namen mit den Buchstaben „Da“ beginnt.

## Da
- Da Bobbe (* 1979), deutscher Kabarettist (Oberpfalz)
- Da Brat (* 1974), US-amerikanische Rapperin
- Da Campo, Gianni (1943–2014), italienischer Autor, Filmregisseur und Übersetzer
- Da Canal, Devis (* 1976), italienischer Biathlet
- Da Col, Alessandro (* 1978), italienischer Tennisspieler
- Da Col, Bruno (1913–1995), italienischer Skispringer
- Da Costa, Alain (* 1993), französischer Poolbillardspieler
- Da Costa, Jacob Mendes (1833–1900), US-amerikanischer Chirurg
- Da Dalto, Mauro (* 1981), italienischer Radrennfahrer
- Da Empoli, Giuliano (* 1973), italienisch-schweizerischer Schriftsteller und Politikwissenschaftler
- Da Empoli, Jacopo (1551–1640), italienischer Maler
- Da Force, Ricardo (1967–2013), britischer Rapper und DJ
- Da Geng, chinesischer König der Shang-Dynastie
- Da Graca, Kristopher (* 1998), schwedischer Fußballspieler
- Da Leiden, Misch (1948–2024), luxemburgischer Maler und Serigrafist
- Da Mosto, Andrea (1868–1960), Direktor des Staatsarchivs Venedig
- Da Passano, Antonio, Genueser Doge
- Da Polenta, Ostasio II. († 1396), italienischer Condottiere
- Da Ponte, Lorenzo (1749–1838), italienischer Dichter und OpernlibrettistLorenzo Da Ponte (1749–1838)

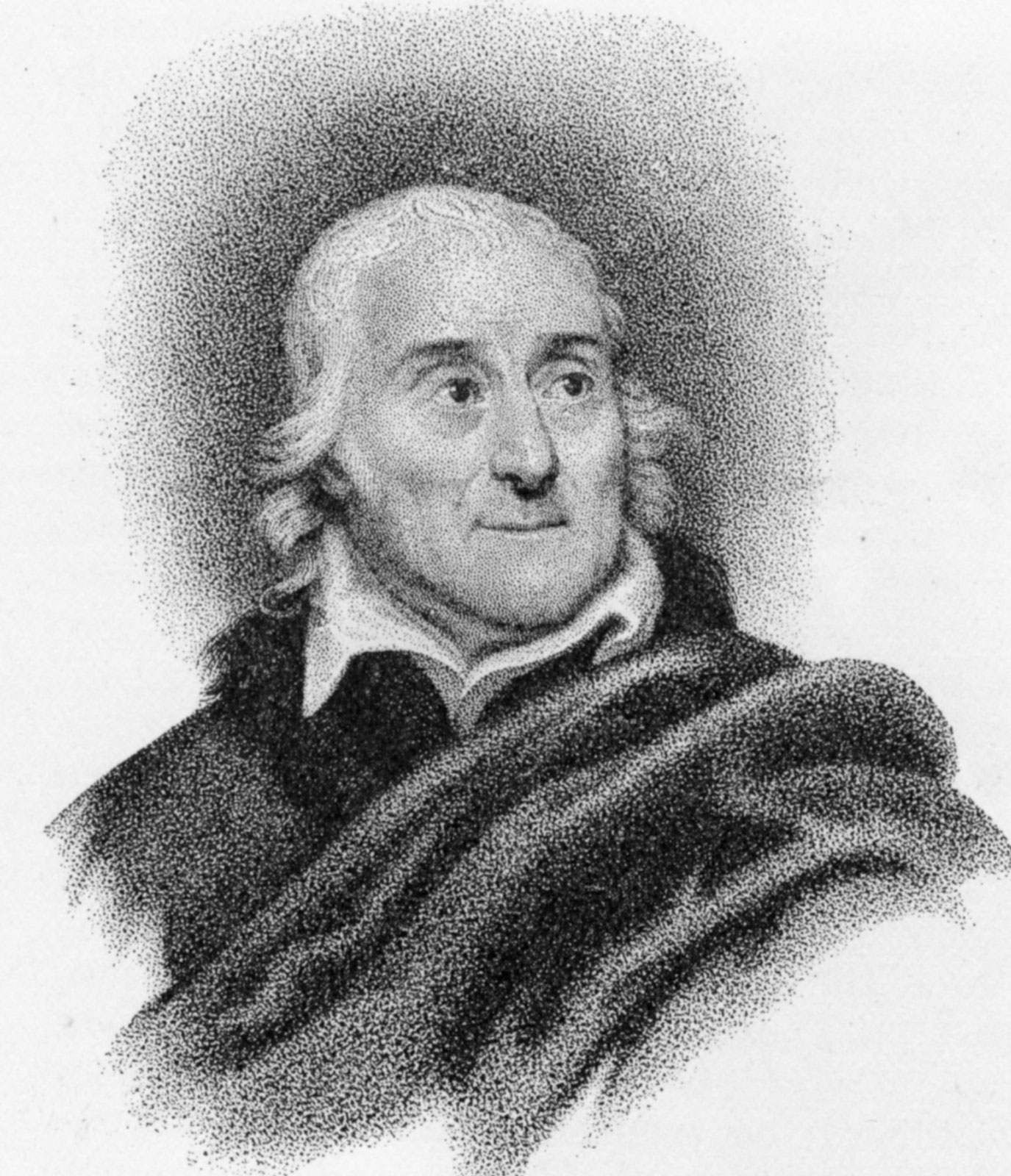
Lorenzo Da Ponte (1749–1838)

- Da Prato, Giuseppe (1936–2023), italienischer Mathematiker
- Da Re, Eric (* 1965), US-amerikanischer Schauspieler
- Da Rin, Alberto (* 1939), italienischer Eishockeyspieler
- Da Rold, Andrea (* 1972), italienischer Fußballspieler
- Da Roma, Eraldo (1900–1981), italienischer Filmeditor
- Da Ros, Emanuela (* 1959), italienische Schriftstellerin und Journalistin
- Da Ros, Gianni (* 1986), italienischer Radrennfahrer
- Da Ros, Vito (* 1957), italienischer Radrennfahrer
- Da Silva Fick, Gabriella (* 2000), australische Tennisspielerin
- Da Silva, Dominique (* 1989), mauretanischer Fußballspieler
- da Silva, Francis (* 1954), luxemburgischer Radrennfahrer
- Da Silva, Howard (1909–1986), US-amerikanischer Schauspieler
- Da Silva, Jhonny (* 1991), uruguayischer Fußballspieler
- Da Silva, Juan (* 1989), uruguayischer Fußballspieler
- Da Silva, Myriam (* 1984), kanadische Boxerin
- Da Silva, Nicole (* 1981), australische Schauspielerin
- Da Silva, Pedro (1647–1717), erste Postzusteller Kanadas
- Da Silva, Soter (* 1950), tansanischer Hockeyspieler
- Da Silva, Stephen (* 1956), tansanischer Hockeyspieler
- Da Uzi (* 1994), französischer Rapper
- Da Vinci, Sal (* 1969), italienisch-amerikanischer Sänger und SchauspielerSal Da Vinci (* 1969)

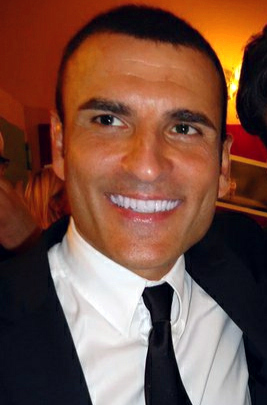
Sal Da Vinci (* 1969)

- Da Zara, Alberto (1889–1951), italienischer Vizeadmiral
- Da, Tony (1940–2008), US-amerikanischer Maler, Töpfer, Kunsthandwerker und Keramiker
- Da-Oz, Ram (1929–2021), israelischer Komponist